# Dulce van Barcelona
Dulce van Barcelona (1160 — Coimbra, 1 september 1198) was een prinses uit Aragon, en koningin van Portugal vanaf 1185 tot aan haar dood.
Dulce van Barcelona, ook genoemd Dulce Berenguer van Barcelona, was een dochter van graaf Raimund Berenguer IV van Barcelona (1131-1162) en koningin Petronella van Aragón (1135-1173). Het huwelijk tussen Raimund en Petronella in 1150 betekende de eenwording van het koninkrijk Aragón en het graafschap Barcelona.
In 1163 werd haar broer Alfons II van Aragón koning van Aragón. Hierdoor was Dulce een goede kandidate voor een huwelijk met een vooraanstaande edelman of vorst. Aantrekkelijk was zij zeker voor de koning van het jonge Portugal die op zoek was bondgenoten in zijn strijd tegen de Moren enerzijds, en zich anderzijds bedreigd zag door het koninkrijk van Castilië en León, vanouds een tegenstander van het koninkrijk van Aragón.
In 1175 werd Dulce uitgehuwelijkt aan de Portugese troonopvolger, Sancho, die vervolgens in 1185 koning werd.
Dulce werd begraven in het klooster van Santa Cruz, naast haar echtgenoot.

## Nageslacht
Met Sancho I van Portugal:
- Theresia van Portugal (1176-1250), later getrouwd met Alfons IX van León, en heilig verklaard in 1705
- Sancha van Portugal (1180-1229) abdis van Lorvão, heilig verklaard in 1705
- Constança (1182-1202)
- Alfons, later koning van Portugal.
- Mafalda van Portugal (1184-1257), getrouwd met Hendrik I van Castilië, heilig verklaard in 1705
- Pedro (1187-1258), later getrouwd met de gravin van Urgel, heer van Mallorca.
- Ferrand van Portugal (1188-1233), getrouwd met Johanna van Constantinopel, gravin van Vlaanderen
- Raimundo (118?-?) Dood bij geboorte.
- Henrique (1189-?) Dood bij geboorte.
- Branca (1192-1240), dame van Guadalajara
- Berengaria van Portugal (1194-1221),getrouwd met koning Waldemar II van Denemarken

## Voorouders
| Voorouders van Dulce van Barcelona | Voorouders van Dulce van Barcelona                                                    | Voorouders van Dulce van Barcelona                                                    | Voorouders van Dulce van Barcelona                                                    | Voorouders van Dulce van Barcelona                                                    | Voorouders van Dulce van Barcelona                                                    | Voorouders van Dulce van Barcelona                                                    | Voorouders van Dulce van Barcelona                                                    | Voorouders van Dulce van Barcelona                                                    |
| ---------------------------------- | ------------------------------------------------------------------------------------- | ------------------------------------------------------------------------------------- | ------------------------------------------------------------------------------------- | ------------------------------------------------------------------------------------- | ------------------------------------------------------------------------------------- | ------------------------------------------------------------------------------------- | ------------------------------------------------------------------------------------- | ------------------------------------------------------------------------------------- |
| Overgrootouders                    | Raymond Berengarius II van Barcelona (1053-1082) ∞ Mathilde van Calabrië (-1111)      | Raymond Berengarius II van Barcelona (1053-1082) ∞ Mathilde van Calabrië (-1111)      | Gilbert I van Gévaudan (1080-1147) ∞ Gerberga van Provence (1060-1115)                | Gilbert I van Gévaudan (1080-1147) ∞ Gerberga van Provence (1060-1115)                | Sancho I van Aragón (1043-1094) ∞ Felicitas van Roucy (-1123)                         | Sancho I van Aragón (1043-1094) ∞ Felicitas van Roucy (-1123)                         | Willem IX van Aquitanië (1071-1126) ∞ Filippa van Toulouse (1073-1117)                | Willem IX van Aquitanië (1071-1126) ∞ Filippa van Toulouse (1073-1117)                |
| Grootouders                        | Raymond Berengarius III van Barcelona (1082-1131) ∞ Dulcia van Provence (1090-1129)   | Raymond Berengarius III van Barcelona (1082-1131) ∞ Dulcia van Provence (1090-1129)   | Raymond Berengarius III van Barcelona (1082-1131) ∞ Dulcia van Provence (1090-1129)   | Raymond Berengarius III van Barcelona (1082-1131) ∞ Dulcia van Provence (1090-1129)   | Ramiro II van Aragón (1080-1147) ∞ 1135 Agnes van Poitou (1110-1157)                  | Ramiro II van Aragón (1080-1147) ∞ 1135 Agnes van Poitou (1110-1157)                  | Ramiro II van Aragón (1080-1147) ∞ 1135 Agnes van Poitou (1110-1157)                  | Ramiro II van Aragón (1080-1147) ∞ 1135 Agnes van Poitou (1110-1157)                  |
| Ouders                             | Ramon Berenguer IV van Barcelona (1113-1162) ∞ 1150 Petronella van Aragón (1135–1174) | Ramon Berenguer IV van Barcelona (1113-1162) ∞ 1150 Petronella van Aragón (1135–1174) | Ramon Berenguer IV van Barcelona (1113-1162) ∞ 1150 Petronella van Aragón (1135–1174) | Ramon Berenguer IV van Barcelona (1113-1162) ∞ 1150 Petronella van Aragón (1135–1174) | Ramon Berenguer IV van Barcelona (1113-1162) ∞ 1150 Petronella van Aragón (1135–1174) | Ramon Berenguer IV van Barcelona (1113-1162) ∞ 1150 Petronella van Aragón (1135–1174) | Ramon Berenguer IV van Barcelona (1113-1162) ∞ 1150 Petronella van Aragón (1135–1174) | Ramon Berenguer IV van Barcelona (1113-1162) ∞ 1150 Petronella van Aragón (1135–1174) |